# 豊川市立豊川小学校
豊川市立豊川小学校（とよかわしりつ とよかわしょうがっこう）は、愛知県豊川市北浦町にある公立小学校。

## 概要
豊川市内中心部にある1873年（明治6年）創立の伝統ある小学校である。児童数は352人、クラス数は14クラス（2013年度）。学校近くにはJR飯田線 豊川駅と名鉄豊川線 豊川稲荷駅がある。豊川稲荷も近くにある。

## 沿革
- 1873年（明治6年）10月25日 - 妙厳寺龍堂内に育英館創立。
- 1874年（明治7年）2月11日 - 豊川小学校に改称。
- 1914年（大正4年）4月1日 - 豊川尋常高等小学校に改称。
- 1947年（昭和 22年）4月1日 - 豊川市立豊川小学校に改称。
- 1957年（昭和32年）4月8日 - 豊川市立桜木小学校が分離独立。
- 1976年（昭和51年）4月3日 - 豊川市立金屋小学校が分離独立。
- 1987年（昭和57年）4月1日 - 豊川市立豊小学校が分離独立。それに伴い、南校舎を撤去。
- 2005年（平成17年）11月15日 - 新校舎（鉄筋コンクリート造3階建て教室棟）が完成。

## 出来事
1993年9月30日に放送された、欽ちゃんの爆笑仮装コンテスト! 全日本仮装大賞40回記念大会において、同校の児童6名が出演し、同校規定の体操服姿の上から仮装を行い、作品「ネッシーのシンクロナイズドスイミング」を披露して優勝を飾った。

## 出身者
- 佐野榮太郎 - 情報技術者、ソフトウェア作家：1987年卒業[1]
- 加藤晴子（あみん）：1975年卒業[2]

## 交通アクセス
- 鉄道
  - JR飯田線 豊川駅下車、徒歩約10分
  - 名鉄豊川線 豊川稲荷駅下車、徒歩約10分